# Raimoana Bennett
Raimoana Bennett (Pueu, 15 febbraio 1981) è un ex calciatore tahitiano, di ruolo attaccante.

## Caratteristiche tecniche
Era una punta centrale.

## Carriera

### Nazionale
Ha debuttato in Nazionale il 7 luglio 2002, in Tahiti-Isole Salomone (3-2). Ha partecipato alla Coppa d'Oceania 2002. Ha collezionato in totale, con la maglia della Nazionale, 11 presenze.

## Palmarès

### Club

#### Competizioni nazionali
- Campionato tahitiano di calcio: 1

Piraé: 2013-2014